# Icterus bullockii
L'oriolo di Bullock (Icterus bullockii (Swainson, 1827)) è un uccello passeriforme della famiglia degli Itteridi, diffuso in Nord America.

## Descrizione
Presenta una colorazione giallastra, le guance arancio, ali nere con macchie bianche, una lunghezza di 21 cm.

## Distribuzione e habitat
Abita nei boschi decidui del Canada sud-occidentale, degli Stati Uniti occidentali, del Messico e di Guatemala, Costa Rica e Honduras.